# 64e régiment d'infanterie de Kazan
Le 64e régiment d'infanterie de Kazan est une unité de l'armée impériale russe formée en 1724 et dissoute en 1918.

## Historique des noms
- Formé le 9 juin 1724 (20 juin dans le calendrier grégorien) à Bakou
- À partir du 25 avril 1762 (6 mai dans le calendrier grégorien) au 5 juillet 1762 (16 juillet dans le calendrier grégorien) : Régiment de mousquetaires du général de division Karl Bachmann.
- À partir du 29 novembre 1796 (10 décembre dans le calendrier grégorien) : Régiment de mousquetaires Shirvan.
- À partir du 31 octobre 1798 (11 novembre dans le calendrier grégorien) : Régiment de mousquetaires du général de division Prince Gorchakov.
- À partir du 1er novembre 1798 (12 novembre dans le calendrier grégorien) : Régiment de lieutenant-général mousquetaire Nefediev.
- À partir du 13 août 1800 (25 août dans le calendrier grégorien) : Mousquetaire-général de division Prince Volkonsky 3e Régiment.
- À partir du 15 octobre 1800 (27 octobre dans le calendrier grégorien) : Régiment de mousquetaires du général de division Lavrov.
- À partir du 31 mars 1801 (12 avril dans le calendrier grégorien) : Régiment de mousquetaires Shirvan.
- À partir du 22 février 1811 (6 mars dans le calendrier grégorien): - Régiment d'infanterie Shirvan.
- Formé le 4 novembre 1819 (16 novembre dans le calendrier grégorien) : sous le nom de Régiment d'infanterie de Kazan
- À partir du 28 janvier 1833 (9 février dans le calendrier grégorien) : Régiment Kazan Jaeger
- À partir du 26 août 1839 (7 septembre dans le calendrier grégorien) : le Régiment de Chasseurs de Son Altesse Impériale le Grand-Duc Mikhaïl Pavlovitch, dans le cadre de la nomination d'un chef.
- À partir du 19 septembre 1849 (1er octobre dans le calendrier grégorien) : le Régiment de Chasseurs de Son Altesse Impériale le Grand-Duc Mikhaïl Nikolaïevitch, à l'occasion du décès de l'ancien chef et de la nomination d'un nouveau.
- À partir du 17 avril 1856 (29 avril dans le calendrier grégorien) : Régiment d'infanterie de Son Altesse Impériale le Grand-Duc Mikhaïl Nikolaïevitch.
- À partir du 19 février 1857 (3 mars dans le calendrier grégorien) : Régiment d'infanterie de Kazan de Son Altesse Impériale le Grand-Duc Mikhaïl Nikolaïevitch.
- À partir du 25 mars 1864 (6 avril dans le calendrier grégorien) : 64e Régiment d'infanterie de Kazan de Son Altesse Impériale le Grand-Duc Mikhaïl Nikolaïevitch.
- À partir du 30 décembre 1909 (12 janvier 1910 dans le calendrier grégorien) : 64ème Régiment d'infanterie de Kazan, à l'occasion du décès du chef.

## Sources
- (ru) Cet article est partiellement ou en totalité issu de l’article de Wikipédia en russe intitulé « Казанский_64-й_пехотный_полк » (voir la liste des auteurs).